# Cladotanytarsus capensis
Cladotanytarsus capensis är en tvåvingeart som först beskrevs av Freeman 1954.  Cladotanytarsus capensis ingår i släktet Cladotanytarsus och familjen fjädermyggor. Inga underarter finns listade i Catalogue of Life.